# Айххорн, Август
Август Айххорн (нем. August Aichhorn) (27 июля 1878, Вена — 13 октября 1949, Вена) — австрийский психоаналитик и педагог. Основоположник психоаналитической педагогики. Организатор воспитательных центров психоаналитической ориентации для несовершеннолетних правонарушителей.

## Биография
Август Айххорн родился 27 июля 1878 в Вене.
После получения педагогического образования работал учителем. После окончания Первой мировой войны был ответственным за создание исправительных школ в Холланбрунне (1918 год) и в Сент-Андре (1920 год).
В 1920 году увлекся психоанализом и, по приглашению Анны Фрейд, окончил Венский психоаналитический институт. В 1923 году организовал в Вене сеть молодёжных воспитательных центров. Одним из первых психоаналитиков начал работу с агрессивными подростками в стационарных условиях. В 1925 году выходит самая известная работа А. Айххорна — «Трудный подросток».
В 1932 году А. Айххорн уходит на пенсию и открывает частную практику. В этот период у А. Айххорна проходит личный анализ Х. Кохут. Также в этот период Август вместе с Хансом Зулигером был включен в число редакторов журнала по психоаналитической педагогике. После аншлюса, в 1938 году был арестован и сослан в качестве политического заключённого в Дахау. По предложению М. Геринга, А. Айххорн согласился читать лекции в созданном Институте психологических исследований и психотерапии в Берлине. В этот период А. Айххорн организует подпольные встречи небольшой группы психоаналитиков, несмотря на то, что находился под наблюдением гестапо.
После окончания Второй мировой войны, в 1946 году возродил Венское психоаналитическое общество, которым руководил до самой смерти. В 1947 году А. Айххорн становится почётным членом Международной психоаналитической ассоциации и Чикагского психоаналитического общества.
13 октября 1949 года Август Айххорн скончался.

## Публикации на русском языке
- Айхорн А. Трудный подросток. — М.: «Эксмо-Пресс», «Апрель-Пресс», 2001.